# Vermessungsturm

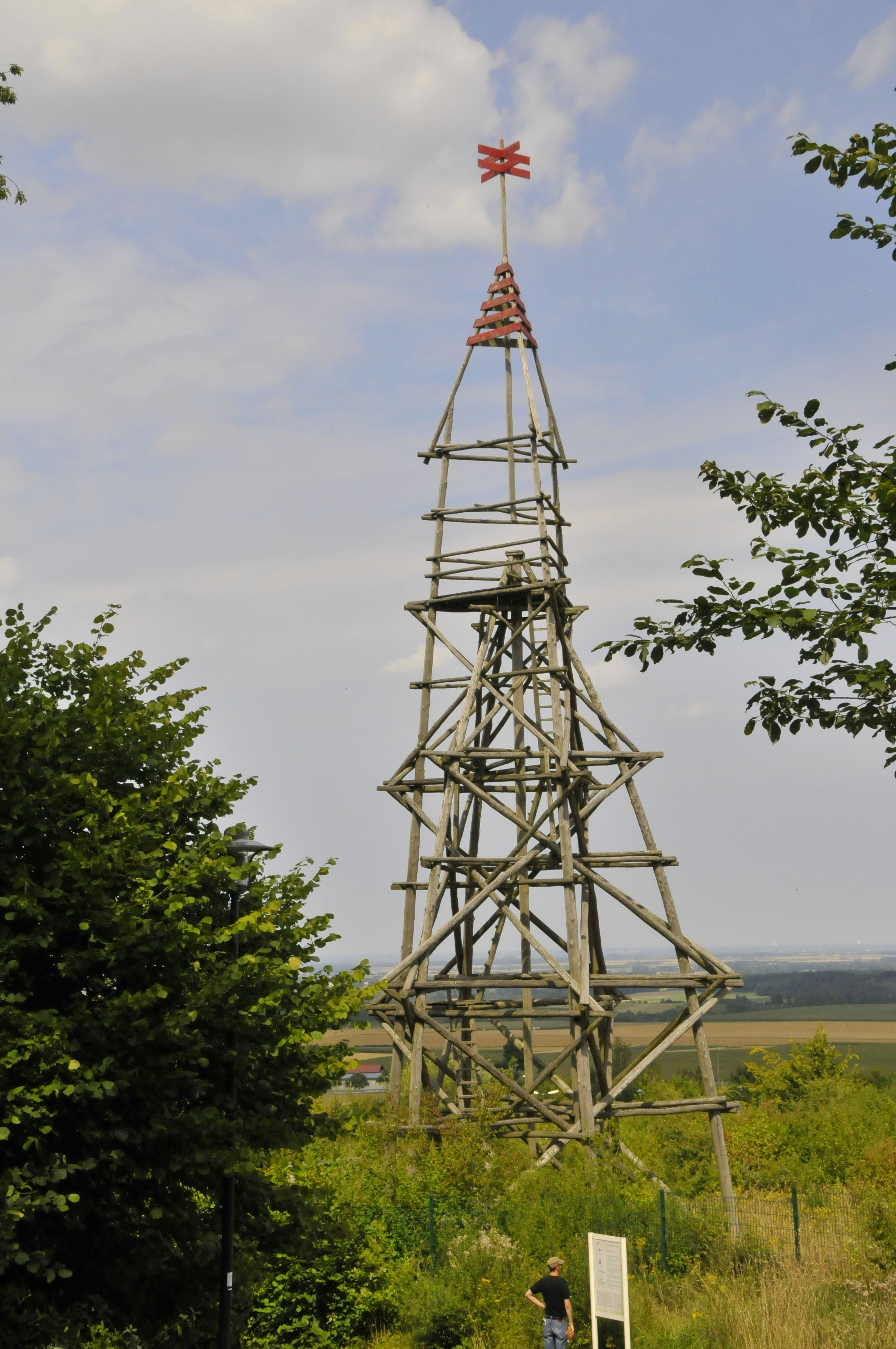
Nachbau aus 2001 eines Vermessungsturms von 1939 vor dem Freilichtmuseum in Kommern, D, durch Zimmerleute des Museums (2012)

Ein Vermessungsturm ist ein über einem trigonometrischen Punkt errichteter Turm, dessen Spitze zum Anpeilen dient und oft auch selbst eine Beobachtungsplattform besitzt. In Deutschland wurden in den 1930er Jahren zahlreiche Vermessungstürme errichtet. Es waren oft Holzkonstruktionen mit Höhen von bis zu 60 Meter, wie auf dem Hirschenstein in Bayern. Heute existieren nur noch wenige dieser Bauwerke. 
Die großen Türme waren notwendig, weil sie auf große Entfernung sichtbar waren, um so Zwischenpunkte zu errichten. Da mittlerweile genug Zwischenpunkte existieren und das Vermessungswesen größtenteils auf GPS umgestellt ist, sind die Türme oft nicht mehr nötig.

## Bauweise und Benutzung
Der Turm besteht aus einem Außen- und einem Innenturm, die sich nicht berühren dürfen. Der höhere Außenturm trägt an der Spitze eine Signaltafel, die von den Gegenstationen angezielt wurde. Es ist nicht möglich, einen solchen Turm genau genug über dem zu vermessenden Bodenpunkt aufzustellen. Die genaue Lage der Tafel relativ zum eigentlichen Festpunkt am Boden, insbesondere die seitliche Ablage, wurde daher durch Abloten bestimmt. Der etwas niedrigere Innenturm trägt einen schweren Pfahl, auf dem das Vermessungsinstrument, der Theodolit, aufgestellt wurde, mit dem die Gegenstationen angezielt wurden. Der Beobachter (z. B. Vermessungsingenieur) stand dabei auf einer Plattform, die am Außenturm befestigt war, damit der feste Stand des Instruments nicht durch sein Gewicht und seine Bewegungen bei der Arbeit beeinflusst und seine Lage und Ausrichtung möglichst nicht verändert wurde. Auch dieser Aufstellungspunkt wurde abgelotet. Dadurch konnten die Beobachtungen (Messwerte) vom Stand- und Zielpunkt auf das Zentrum umgerechnet (zentriert) werden.

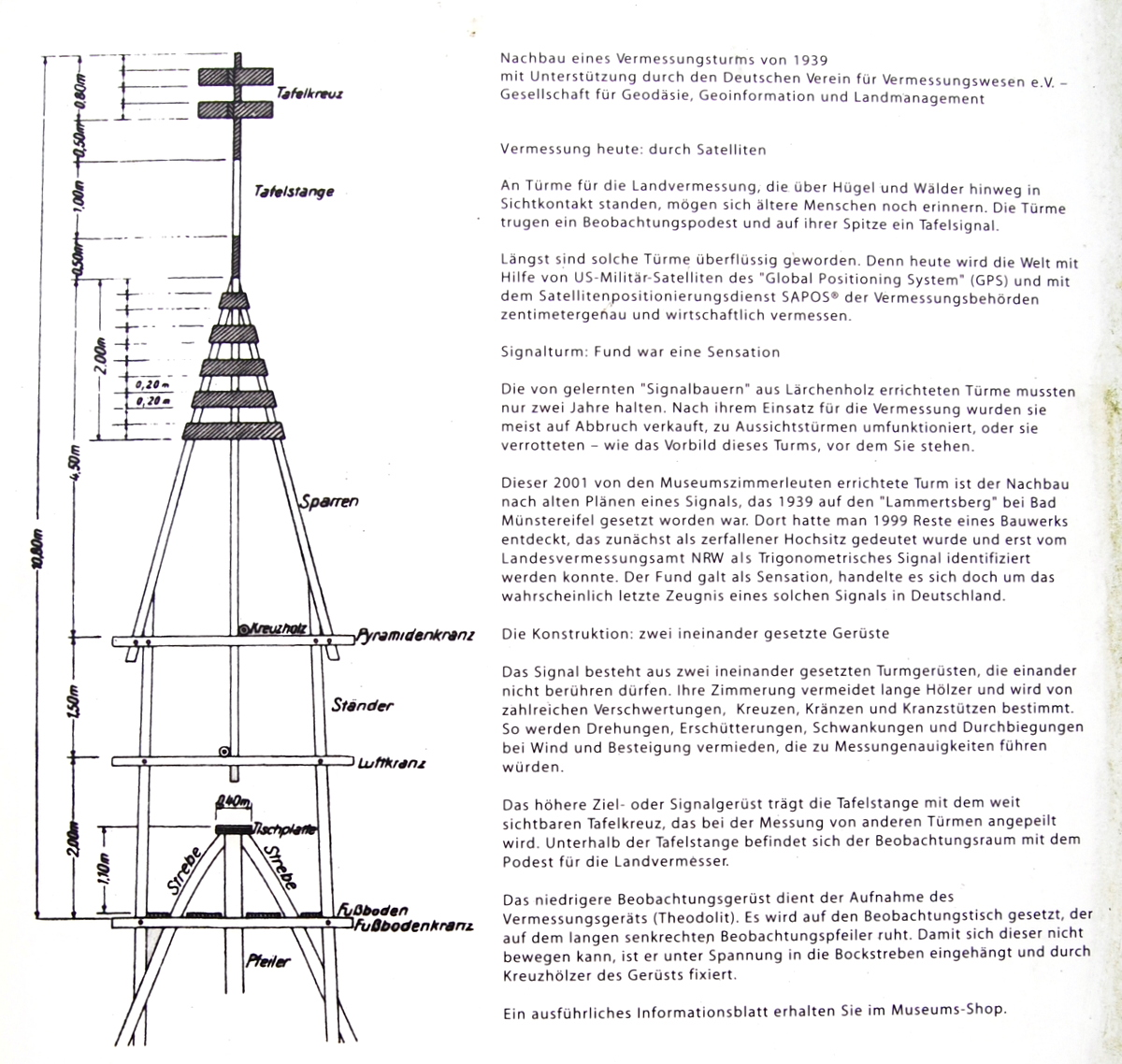
Schemazeichnung und Informationstext zu dem Turm